# تی‌ای‌تی-۱۴
تی‌ای‌تی-۱۴ چهاردهمین کنسرسیوم سیستم کابل ارتباطات اقیانوس اطلس است که از زمان آغاز به کار در سال ۲۰۰۱ از مالتی پلکس کردن بر پایه تفکیک طول موج استفاده می‌کند. سیستم کابل از چندین جفت فیبر نوری تشکیل شده است. یک فیبر در هر جفت برای انتقال داده در یک جهت و فیبر دیگر، برای انتقال داده‌ها در جهت مقابل استفاده می‌شود. اگرچه فیبر نوری می‌تواند همزمان داده‌ها را در هر دو جهت منتقل کند اما برای اطمینان بیشتر بهتر است که در انتهای کابل از تجهیزات جدا کننده سیگنال‌های دریافتی و ارسالی استفاده نشود. به این دلیل از جفت کابل استفاده می‌شود. تی‌ای‌تی-۱۴ از چهار جفت فیبر استفاده می‌کند که دو جفت آن فعال و دو جفت دیگر نقش پشتیبان را دارند. هر فیبر در هر جفت، ۱۶ طول موج را در یک جهت منتقل می‌کند و هر طول موج تا یک اس‌تی‌ام-۲۵۶ (ظرفیت ۳۸،۴۸۶،۰۱۶ کیلوبیت بر ثانیه) را دارد.
این فیبرها درون کابل ارتباطی زیردریایی که ایالات متحده آمریکا را به اتحادیه اروپا (بریتانیا، فرانسه، هلند، آلمان و دانمارک) به صورت شبکه حلقه‌ای وصل می‌کند.
در زمان آغاز استفاده از این کابل، رونق اقتصادی دهه ۱۹۹۰ آمریکا یا «رونق طولانی» (عبارت مورد استفاده توسط مجله وایرد) در حال پایان با ترکیدن حباب دات-کام بود. سرمایه‌گزاری بیش از اندازه در ظرفیت فیبر نوری بین قاره‌ای، باعث بروز بحران مالی برای شرکت‌های خصوصی اجرایی کابل مانند گلوبال کراسینگ شد.

## گذرگاه‌ها

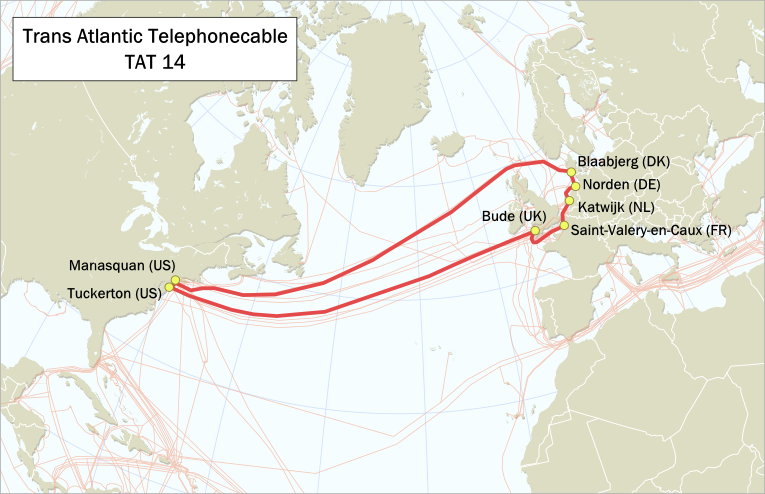

بلابیر، دانمارک
 نوردن (فریزیای شرقی)، آلمان
 کات‌ویک، هلند
 سن-والری-ان-کو، فرانسه
 خلیج وایدموث، بریتانیا
 تاکرتون/ماناسکوان، نیوجرسی، ایالات متحده آمریکا

## ویژگی‌ها
- طول کابل: ۱۵٬۴۲۸ کیلومتر (۹٬۵۸۷ مایل)
- همبندی شبکه: حلقه خود ترمیم
- ظرفیت طراحی: ۹/۳۸ ترابیت بر ثانیه
- ظرفیت مورد استفاده کنونی: ۳/۱۵ ترابیت بر ثانیه
- فناوری: فیبر نوری با تکرار کننده تقویت‌کننده نوری
- تاریخ بهره برداری: ۲۱ مارس ۲۰۰۱

## اهمیت استراتژیک
بر اساس محتوای اسناد دیپلماتیک افشا شده آمریکا توسط وبگاه ویکی‌لیکس مشخص شد که گذرگاه کابل در کات‌ویک هلند جزء یکی از زیرساخت‌های حیاتی و حساس به حمله تروریستی برای حکومت فدرال ایالات متحده آمریکا است.

## مسیر نظارتی
این کابل یکی از چند مسیر با ارزش در «زیرساخت‌های حیای و منابع کلیدی» آمریکا و دیگر کشورها است. در سال ۲۰۱۳ مشخص شد که مقامات بریتانیایی با هدف تسلط بر اینترنت چندین شرکت اینترنتی و ارتباطات راه دور را تحت فشار گذاشته‌اند که به تی‌ای‌تی-۱۴ دسترسی پیدا کند.

## قطعی کابل
در نوامبر ۲۰۰۳ تی‌ای‌تی-۱۴ دو بار در طی چند هفته دچار قطعی شد. یکی در بخش جنوبی کابل، بین بریتانیا و آمریکا و دیگری بین فرانسه و هلند بود که باعث افزایش بار خدمات‌رسانی مسیر نقطه شمالی بریتانیا به دانمارک و اختلال در خدمات اینترنت بریتانیا شد.
در ۱۹ می ۲۰۱۴ گزارش‌های اولیه شرکت دیجیتال اوشن، تی‌ای‌تی-۱۴ را دلیل احتمالی بروز اختلال در خدمات اینترنت بین اتحادیه اروپا و آمریکا دانست.